# Maria Teresa de Paiva Azevedo
Maria Teresa de Paiva Azevedo (1952) es una botánica, ficóloga, paleobotánica, curadora y profesora brasileña.
En 1976, obtuvo una licenciatura en Historia natural, por la Federación de Facultades Brás Cubas de Moji das Cruzes, Estado de São Paulo; y, el doctorado, defendiendo la tesis: El género Pleurotaenium (Zygnemaphyceae) en el Estado de São Paulo: estudio sistemático, por la Universidad Estatal Paulista, en 1984.
Actualmente es Consejera Suplente del CRBio-1 del Consejo Regional de Biología primera región e Investigadora visitante en el Instituto de Botánica. Posee el título de especialización en Microbiología conferida por CRBio-1, en el desarrollo de la investigación principalmente Taxonomía y biología de las cianobacterias y fitoplancton.

## Algunas publicaciones
- SANT'ANNA, C. L. ; WATSON A. Gama-Jr. ; AZEVEDO, M. T. P. 2011. New morphospecies of Chamaesiphon (Cyanobacteria) from Atlantic rainforest, Brazil. Fottea 11: 25-30
- SANT'ANNA, C. L. ; AZEVEDO, M. T. P. ; KASTOVSKY, J. ; KOMAREK, J. 2010. Two form-genera of aerophytic heterocytous cyanobacteria from Brasilian rainy forest "Mata Atlântica". Fottea 10: 217-228
- SANT'ANNA, C. L. ; AZEVEDO, M. T. P. ; Vera R. WERNER ; Camila R. DOGO ; Fernanda R. RÍOS ; CARVALHO, L. R. 2008. Review of toxic species of Cyanobacteria in Brazil. Algological Studies 126: 251-265
- WERNER, V. R. ; SANT'ANNA, C. L. ; AZEVEDO, M. T. P. 2008. Cyanoaggregatum brasiliense gen. et sp. nov., a new chroococcal Cyanobacteria from Southern Brazil. Revista Brasileira de Botânica 31: 491-497
- SANT'ANNA, C. L. ; MELCHER, S. ; CARVALHO, M.C. ; GEMELGO, M. ; AZEVEDO, M. T. P. 2007. Planktik Cyanobacteria from upper Tietê Basin reservoirs, SP, Brazil. Revista Brasileira de Botânica 30: 1-17

### Libros
- SANT'ANNA, C. L. ; AZEVEDO, M. T. P. ; AGUJARO, L. F. ; CARVALHO, M.C. ; CARVALHO, L. R. ; SOUZA, R.C. 2006. Manual ilustrado para identificação e contagem de cianobactérias planctônicas de águas continentais brasileiras. Río de Janeiro: Interciência, 58 pp.

### Capítulos de libros
- AZEVEDO, M. T. P. ; SANT'ANNA, C. L. 2006. Morfologia e reprodução. En: Célia L. Sant´Anna; Maria Teresa de P. Azevedo; Lívia F. Agujar; Maria do Carmo Carvalho; Luciana R. de Carvalho; Rita C.R. de Souza (orgs.) Manual Ilustrado para identificação e contagem de cianobactérias planctônicas de água continentais brasileiras. Río de Janeiro: Interciência, pp. 5-8
- SANT'ANNA, C. L. ; AZEVEDO, M. T. P. 2006. Identificação e ilustração dos pricipais gêneros. En: Célia L. Sant`Anna; Maria Teresa de P. Azevedo; Livia F. Agujaro; Maria do Carmo Carvalho; Luciana R. de Carvalho; Rita C.R.de Souza (orgs.) Manual ilustrado para identificação e contagem de cianobactérias planctônicas de águas continentais brasileiras. Río de Janeiro: Interciência, pp. 35-53
- SANT'ANNA, C. L. ; BRANCO, L. H. Z. ; AZEVEDO, M. T. P. 2005. Cyanophyceae/Cyanobacteria. En: Carlos E. de M. Bicudo; Mariângela Menezes (orgs.) Gêneros de algas de águas continentais do Brasil. São Carlos: Rima, pp. 19-82
- BICUDO, C. ; SANT'ANNA, C. ; BICUDO, D. ; PUPO, D. ; PINTO, L. ; AZEVEDO, M. T. P. ; XAVIER, M. ; FUJII, M. ; YOKOYA, N. ; GUIMARÃES, S. 1998. O estudo de algas no Estado de São Paulo. En: Carlos A. Joly; Carlos E. de M. Bicudo (orgs.) Biodiversidade do Estado de São Paulo: síntese do conhecimento ao final do século XX. São Paulo, vol. 2, pp. 3-7.
- BEYRUTH, Z. ; SANT'ANNA, C. L. ; AZEVEDO, M. T. P. ; CARVALHO, M. ; PEREIRA, H. 1992. Toxic algae in freshwaters of São Paulo State. En: Marilza Cordeiro-Marino; Maria Teresa de Paiva Azevedo; Célia L. Sant'Anna; Noemy Y. Tomita; Estela M. Plastino (orgs.) Algae and environment: a general approach. São Paulo, pp. 53-64

### Coediciones
- 1992 - 1997, Periódico: Hoehnea (São Paulo)

## Membresías
- de la Sociedad Botánica del Brasil[6]
- Sociedad Brasileña de Ficología (SBFic)[7][8]
- de la International Association for Plant Taxonomy (IAPT)[3]